# José Santonja Santonja
José Santonja Santonja (m. 1967) és un músic i compositor valencià, autor de diverses obres entre la dècada de 1920 i els anys 60. El seu treball més conegut és la lletra de la copla La Maredeueta, amb música de Manuel Penella i cantada i popularitzada per Conchita Piquer.